# 방연지
방연지(1989년 12월 23일 ~ )는 대한민국의 성우로, 배우자는 같은 소속의 성우인 한신이다.

## 출연작
굵은 글씨는 메인 캐릭터.

### 애니메이션

#### 투니버스
- 히어로스쿨Z - 귀여워 1호
- 신비아파트 444호 - 고양이
- 신비아파트 고스트볼 더블X: 6개의 예언 (투니버스) - 도플갱어
- 신비아파트 고스트볼 ZERO (투니버스) - 정나현
- 신비아파트 특별판: 조선퇴마실록 (투니버스) - 담이
- 아이 엠 스타! (투니버스) - 유리
- 제멋대로 요정 미르모 퐁퐁퐁 사랑의 마법 (투니버스) - 채민서
- 케로로팝 (투니버스) - 신케로로, 블랙스타
- 대롱대롱 요괴지롱 (투니버스) - 대롱
- 명탐정 코난 (투니버스) - 김가애, 캔디, 비너스, 캐스터, 이성연, 좀비, 여학생, 여자, 백유리
- 괴도 키드 (투니버스) - 어린 청아
- 도쿄 매그니튜드 8.0 (투니버스) - 히나
- 베리와 아카메 (Jei재능tv) - 아카메
- 짱구는 못말려 (투니버스) - 준호, 캘트
- 스켓 댄스 (투니버스) - 퀘쫑, 신은비
- 엘리엇 키드 (투니버스) - 마이클
- 베베데빌 (투니버스) - 하로
- 원피스 (투니버스) - 아비
- 치즈 스위트 홈 (투니버스)
- 럭키프레드 (투니버스) - 애니, 미키, 헌터
- 나루토 질풍전 (투니버스) - 히바치 외 단역
- 나루토 SD - 록 리의 청춘 닌자전 (투니버스)
- 닌자보이 란타로 (투니버스) - 헤타
- 웨딩피치 (투니버스) - 천사3, 신부1, 여자, 쟈마쵸
- 지켜줘 롤리팝 (투니버스)
- 탐험 드리랜드 (투니버스) - 알비다
- 흑마녀 나가신다 (투니버스) - 이대로
- 싱싱초밥단 코부시 (투니버스) - 콩이
- 매일엄마 (투니버스) - 슬기
- 마이 리틀 포니 (투니버스) - 다이아몬드 티아라
- 요괴워치 (투니버스) - 황멍이, 진주 외 각종 배역
- 포켓몬스터 XY (투니버스) - 피그점프(61화)
- 조조조 좀비군(조조좀비) - 레나

#### KBS
- 뛰뛰빵빵 구조대 2 (KBS, 투니버스)
- 파파독 (KBS) - 최한우, 현아 엄마
- 헬로 카봇 (KBS) - 스타비
- 쫑알쫑알 똘똘이 - 똘똘이
- 똘똘이의 그림일기 동요 Part2 (KBS) - 똘똘이
- 반지의 비밀일기 (KBS) - 금반지
- 반지의 비밀일기 2 (KBS) - 금반지
- 반지의 비밀일기 3 (KBS) - 금반지
- 캐치! 티니핑 (KBS) - 앙대핑, 말랑핑
- 팡팡다이노 (KBS) - 티티
- 내 비밀친구 햄찌 (KBS) - 한가영, 햄찌

#### 타사
- 괴도 조커 (카툰 네트워크) - 키라
- 레인보우 루비 (EBS) - 펠리시아
- 새콤달콤 캐치! 티니핑 (재능TV) - 말랑핑
- 최강! 탑플레이트 (SBS) - 온유림
- 안녕 자두야 (SBS, 투니버스) - 장호
- 리틀펫샵 - 수 패터슨
- 헬로 카봇 유니버스 (SBS) - 에어 크루, 디메트로쿵
- 파워캐치 완다 - 장수재, 유빈엄마
- 비밀♥비밀의 에그엔젤 코코밍 (디즈니채널) - 멜로밍, 베이밍, 러니밍, 히트밍, 꼬바밍, 홍예림, 코코샤인
- 반짝반짝 해피★ 열려라! 코코밍 (디즈니 채널) - 멜로밍
- 위시캣 (SBS) - 안나

### 영화 애니 더빙
- 명탐정 코난 극장판 8기 - 은빛날개의 마술사 - 남아
- 명탐정 코난: 11번째 스트라이커 - 안내방송1
- 원피스 극장판 Z - 프린
- 극장판 아이엠스타 : 꿈의 오디션! - 유리
- 고스트 헌터: 얼음 몬스터의 부활 극장판 - 톰 톰슨
- 극장판 에그엔젤 코코밍:푸르밍과 두근두근 코코밍 세계 - 멜로밍
- 극장판 요괴워치: FOREVER FRIENDS - 백발노파, 해당금이

### 외화 드라마 더빙
- 자이언트 세이버 (투니버스) - 여자아이
- 포청천 찰미안 (칭tv) - 낙평공주
- 호두까기 인형과 4개의 왕국

### 특촬 드라마 더빙
- 미라클 멜로디 (투니버스) - 팝핀, 하늘

### 게임 더빙
- 우리집 아기고양이 (테일즈샵) - 누리
- 드리프트 걸즈 - 지아, 히카루
- 마스터 오브 이터니티 - 마들렌
- 섬광천사 리토나 리리셰 - 아코
- 원신 - 클레
- 데스티니 차일드 - 세멜레, 테티스, 니르티, 네뷸라
- 던전앤파이터 - 금단의 니알리, 도미나 헤일리
- 리그 오브 레전드 - 카이사
- 로드 오브 히어로즈 - 비앙카 데 메디치
- 쿠키런:킹덤 - 블랙펄쿠키

### OST
- 쫑알쫑알 똘똘이 오프닝 송민정 방연지 이명희